# Municipio de Wilson (Illinois)
El municipio de Wilson (en inglés: Wilson Township) es un municipio ubicado en el condado de DeWitt en el estado estadounidense de Illinois. En el año 2020 tenía una población de 122 habitantes y una densidad poblacional de 1,9 personas por km².

## Geografía
El municipio de Wilson se encuentra ubicado en las coordenadas 40°15′39″N 88°52′16″O / 40.26083, -88.87111. Según la Oficina del Censo de los Estados Unidos, el municipio tiene una superficie total de 63.09 km², de la cual 62,99 km² corresponden a tierra firme y (0,15 %) 0,1 km² es agua.

## Demografía
Según el censo de 2010, había 149 personas residiendo en el municipio de Wilson. La densidad de población era de 2,36 hab./km². De los 149 habitantes, el municipio de Wilson estaba compuesto por el 97,99 % blancos, el 2,01 % eran amerindios. Del total de la población el 0 % eran hispanos o latinos de cualquier raza.